# Dmitro Szerhijovics Ljopa
Dmitro Szerhijovics Ljopa (ukránul: Дмитро Сергійович Льопа; Kremencsuk, 1988. november 23. –) ukrán labdarúgó, az NK Osijek játékosa.